# Continental Cup of Curling
Continental Cup of Curling – turniej curlingowy rozgrywany corocznie (z wyłączeniem sezonu olimpijskiego) między zespołami z Kanady a Europą lub resztą świata. Każda ze stron reprezentowana jest przez 6 zespołów, w rywalizacja wykorzystuje się unikatowy system punktacji. Zawody organizowane są od 2002, początkowo Ameryka Północna walczyła z Europą, od 2008 do turnieju zaproszono chińskich curlerów.

## Format gry
Od 2015 w turnieju uczestniczy drużyna Kanadyjska oraz europejska (w latach nieparzystych) lub reszta świata (zespoły ze Stanów Zjednoczonych oraz strefy Azji i Pacyfiku, w latach parzystych). Każda z drużyn składa się z 3 zespołów kobiecych i męskich, mogą być to zespoły, których członkowie grają co dzień lub łączone.
Do 2014 w rywalizacji uczestniczyły drużyny Ameryki Północnej i reszty świata. Cztery zespoły z Ameryki wybierane były przez Canadian Curling Association, która swój wybór bazuje na występach w Canada Cup, mistrzostwach świata oraz zimowych igrzyskach olimpijskich. Pozostałe dwie drużyny wyłaniała United States Curling Association, zazwyczaj byli to aktualni mistrzowie Stanów Zjednoczonych. Światowa Federacja Curlingu wyłania wszystkie drużyny spoza Ameryki.
Podczas turnieju gry odbywają się w czterech konkurencjach: parach mieszanych, singles, drużynach oraz skins game. Nowe zasady punktacji wprowadzono w 2013. Za zwycięstwo w meczu otrzymuje się jeden punkt, w przypadku remisu każda z drużyn otrzymuje pół punktu. W meczach typu skins stawką jest pięć punktów. Razem daje to możliwość zdobycia 60 punktów. Turniej toczy się do momentu, w którym jedna ze stron zdobędzie 31 punktów.
Do 2012 stosowano inną formę punktacji, odpowiednio łącznie w każdej z konkurencji do zdobycia było 36, 32, 72, 260 pkt..

### Pary mieszane
W turnieju odbywają się dwie sesje gier par mieszanych Wygrana drużyna inkasuje 1 punkt, w przypadku remisu obydwie otrzymują pół punktu.
Do 2007 drużyna składała się dodatkowo z dwóch zawodników, którzy mogli tylko szczotkować. Obecnie szczotkować może zagrywający lub skip. Początkowo pary mieszane grały tylko w pucharze kontynentalnym, zawody te dały podwalinę pod wyodrębnienie oddzielnej dyscypliny w curlingu.

### Singles
Singles to konkurencja techniczna, zawodnicy mają za zadanie wykonywanie określonych zagrań. W trakcie Continental Cup odbywa się sześć meczów singles, trzy pomiędzy zespołami każdej płci. Zwycięzca meczu otrzymuje 1 punkt, w przypadku remisu po pół punktu.
Mecz składa się z 6 zadań, które musi wykonać jeden członek z każdej drużyny:
- runthrough – przebicie, zawodnik musi uderzyć w swojego centralnego strażnika i skierować go na kamień przeciwnika, który ustawiony jest na guziku, za tee-line.
- the draw to the button – zagranie do celu (1 pkt. za zatrzymanie swojego kamienia w strefie ustawiania strażników)
- the draw through a port – zagrywający wykonuje draw przez bramkę ustawioną z bocznego strażnika i środkowego ustawionego po przeciwnej stronie center line. Jeśli zagrywany kamień dotknie kamieni stacjonarnych punkty nie są przyznawane.
- the raise – dobicie, zawodnik musi dobić swojego środkowego strażnika do domu
- the hit-and-roll – zawodnik musi uderzyć w kamień przeciwnika ustawiony jako boczny strażnik blisko pola punktowego, następnie odtoczyć się w kierunku środka domu. 1 pkt. przyznawany jest za samo usunięcie kamienia stacjonarnego z pola gry.
- the double takeout – należy wykonać podwójne wybicie kamieni. Jeden ustawiony jest w czterostopowym okręgu a drugi na guziku poniżej tee-line.

Każdy zawodnik musi wykonać przynajmniej jedno zagranie, lecz żaden nie może zrobić tego trzy razy. Za każde zagranie można otrzymać maksymalnie 5 punktów (łącznie 30), ich liczba zależy od poprawności wykonania.
- 0 pkt. – niewykonanie zadania
- 1 pkt. – wykonanie zadania bez pozostawienia zagrywanego kamienia w domu
- 2 pkt. – wykonanie zadania i pozostawienie kamienia w okręgu 12-stopowym
- 3 pkt. – wykonanie zadania i pozostawienie kamienia w okręgu 8-stopowym
- 4 pkt. – wykonanie zadania i pozostawienie kamienia w okręgu 4-stopowym
- 5 pkt. – wykonanie zadania i pozostawienie kamienia na guziku

Dodatkowo po trzy zagrania w drużynie muszą zostać wykonane z rotacją wewnętrzną i trzy z zewnętrzną. Rywalizacja odbywa się na trzech torach, lecz nie jednocześnie. Gdy pierwsze zagranie wykona drużyna np. z Ameryki Pn. na torze A, później wykonuje je zespół amerykański na torze B, później C. Po zakończeniu 1. do zagrań przystępuje drużyna przeciwna w kolejności od C do A.
Do 2007 drużyna wybierała jednego zawodnika, który był zagrywającym. Pozostali szczotkowali i jeden obejmował pozycję skipa.

### Drużyny
Jest to normalna konkurencja curlingowa. Łącznie w 6 sesjach rozgrywa się 18 meczów. Wygrany mecz daje zespołowi 1 punkt, remis pół.

### Skins
Ostatnią konkurencją i najbardziej wartościową w walce o punkty są skins game. W dwóch sesjach rozgrywanych jest 6 meczów (kobiet, mężczyzn i mikstów). W meczu do zdobycia jest 5 punktów.
|        | 1   | 2   | 3   | 4   | 5   | 6   | 7 | 8 |
| ------ | --- | --- | --- | --- | --- | --- | - | - |
| 5 pkt. | 0,5 | 0,5 | 0,5 | 0,5 | 0,5 | 0,5 | 1 | 1 |

W latach 2007–2012 rozgrywano trzy sesje meczów, w sekwencji 3-3-2. Mecze w poszczególnych sesjach miały wartość 20, 30 i 55 punktów. Punkty te nie są były przeliczane i bezpośrednio liczyły się w końcowej klasyfikacji. W pierwszych dwóch turach rozgrywany był mecz kobiet, mężczyzn i mikstów. W ostatniej nie uczestniczyła drużyna mieszana.
|         | 1 | 2 | 3 | 4 | 5 | 6 | 7  | 8  |
| ------- | - | - | - | - | - | - | -- | -- |
| 20 pkt. | 1 | 1 | 2 | 2 | 2 | 2 | 4  | 6  |
| 30 pkt. | 1 | 1 | 3 | 3 | 3 | 4 | 6  | 9  |
| 55 pkt. | 4 | 4 | 5 | 6 | 6 | 8 | 10 | 12 |

Przed 2007 w harmonogramie uwzględnione były dwie sesje meczów skins, wówczas miały one łączną pulę punktów odpowiednio 30, 40 i 60.
|         | 1 | 2 | 3 | 4 | 5 | 6 | 7  | 8  |
| ------- | - | - | - | - | - | - | -- | -- |
| 30 pkt. | 2 | 2 | 3 | 3 | 3 | 4 | 6  | 7  |
| 40 pkt. | 2 | 2 | 4 | 4 | 5 | 6 | 7  | 10 |
| 60 pkt. | 4 | 4 | 6 | 6 | 7 | 9 | 11 | 13 |

## Wyniki
| Rok  | Miejsce                        | Ameryka Północna (do 2014) · Kanada (od 2015) | Wynik   | reszta świata / Europa |
| ---- | ------------------------------ | --- | ------- | --- |
| 2002 | Regina, Saskatchewan           | David Nedohin, Randy Ferbey, Scott Pfeifer, Marcel Rocque Colleen Jones, Kim Kelly, Mary-Anne Waye, Nancy Delahunt Patti Lank, Erika Brown, Nicole Joraanstad, Natalie Nicholson Kelley Law, Julie Skinner, Georgina Wheatcroft, Diane Dezura Kevin Martin, Don Walchuk, Carter Rycroft, Don Bartlett Paul Pustovar, Mike Fraboni, Geoff Goodland, Richard Makel              | 207-193 | Luzia Ebnöther, Carmen Küng, Tanya Frei, Nadia Röthlisberger Elisabet Gustafson, Katarina Nyberg, Louise Marmont, Elisabeth Persson Peja Lindholm, Tomas Nordin, Magnus Swartling, Peter Narup Hammy McMillan, Norman Brown, Hugh Aitken, Roger McIntyre Rhona Martin, Debbie Knox, Fiona MacDonald, Janice Rankin Pål Trulsen, Lars Vågberg, Flemming Davanger, Bent Ånund Ramsfjell                                  |
| 2003 | Thunder Bay, Ontario           | Mark Dacey, Bruce Lohnes, Rob Harris, Andrew Gibson David Nedohin, Randy Ferbey, Scott Pfeifer, Marcel Rocque Pete Fenson, Eric Fenson, Shawn Rojeski, John Shuster Colleen Jones, Kim Kelly, Mary-Anne Waye, Nancy Delahunt Debbie McCormick, Allison Pottinger, Ann Swisshelm Silver, Tracy Sachtjen Sherry Middaugh, Kirsten Wall, Andrea Lawes, Sheri Cordina             | 179-208 | Peja Lindholm, Tomas Nordin, Magnus Swartling, Peter Narup Jackie Lockhart, Shelia Swan, Katriona Fairweather, Anne Laird Hammy McMillan, Norman Brown, Hugh Aitken, Roger McIntyre Dordi Nordby, Hanne Woods, Marianne Haslum, Camilla Holth Anette Norberg, Eva Lund, Cathrine Norberg, Helena Lingham Pål Trulsen, Lars Vågberg, Flemming Davanger, Bent Ånund Ramsfjell                                            |
| 2004 | Medicine Hat, Alberta          | Mark Dacey, Bruce Lohnes, Rob Harris, Andrew Gibson David Nedohin, Randy Ferbey, Scott Pfeifer, Marcel Rocque Colleen Jones, Kim Kelly, Mary-Anne Waye, Nancy Delahunt Patti Lank, Erika Brown, Nicole Joraanstad, Natalie Nicholson Marie-France Larouche, Karo Gagnon, Annie Lemay, Véronique Grégoire Jason Larway, Doug Pottinger, Joel Larway, Bill Todhunter            | 228-172 | Luzia Ebnöther, Carmen Küng, Yvonne Schlunegger, Laurence Bidaud Peja Lindholm, Tomas Nordin, Magnus Swartling, Peter Narup David Murdoch, Craig Wilson, Neil Murdoch, Euan Byers Dordi Nordby, Linn Githmark, Marianne Haslum, Camilla Holth Anette Norberg, Eva Lund, Cathrine Lindahl, Anna Bergström Sebastian Stock, Daniel Herbeg, Stephan Knoll, Patrick Hoffman                                                |
| 2006 | Chilliwack, Kolumbia Brytyjska | Pete Fenson, Shawn Rojeski, Joe Polo, Doug Pottinger Brad Gushue, Mark Nichols, Russ Howard, Jamie Korab Shannon Kleibrink, Amy Nixon, Bronwen Saunders, Christine Keshen Debbie McCormick, Nicole Joraanstad, Natalie Nicholson, Tracy Sachtjen Jean-Michel Ménard, François Roberge, Éric Sylvain, Maxime Elmaleh Kelly Scott, Jeanna Schraeder, Sasha Carter, Renee Simons | 171-229 | David Murdoch, Ewan MacDonald, Peter Smith, Euan Byers Anette Norberg, Eva Lund, Cathrine Lindahl, Anna Svärd Mirjam Ott, Binia Feltscher-Beeli, Valeria Spälty, Janine Greiner Andrea Schöpp, Monika Wagner, Anna Hartelt, Tina Tichatschke Pål Trulsen, Lars Vågberg, Flemming Davanger, Bent Ånund Ramsfjell Markku Uusipaavalniemi, Kalle Kiiskinen, Jani Sullanmaa, Teemu Salo                                    |
| 2007 | Medicine Hat, Alberta          | Todd Birr, Bill Todhunter, Greg Johnson, Kevin Birr Randy Ferbey, David Nedohin, Scott Pfeifer, Marcel Rocque Glenn Howard, Richard Hart, Brent Laing, Craig Savill Jennifer Jones, Cathy Overton-Clapham, Jill Officer, Dawn Askin Debbie McCormick, Allison Pottinger, Nicole Joraanstad, Natalie Nicholson Kelly Scott, Jeanna Schraeder, Sasha Carter, Renee Simons       | 290-110 | Angelina Jensen, Madeleine Dupont, Denise Dupont, Camilla Jensen Andreas Kapp, Andreas Lang, Holger Höhne, Andreas Kempf David Murdoch, Niklas Edin, Peter Smith, Euan Byers Ludmiła Priwiwkowa, Olga Żarkowa, Nkeiruka Ezekh, Ekaterina Gałkina Andreas Schwaller, Ralph Stöckli, Thomas Lips, Damian Grichting Kelly Wood, Jackie Lockhart, Lorna Vevers, Lindsay Wood                                               |
| 2008 | Camrose, Alberta               | Craig Brown, Rich Ruohonen, John Dunlop, Peter Annis Stefanie Lawton, Marliese Kasner, Teejay Surik, Lana Vey Debbie McCormick, Allison Pottinger, Nicole Joraanstad, Tracy Sachtjen Jennifer Jones, Cathy Overton-Clapham, Jill Officer, Dawn Askin Kevin Koe, Blake MacDonald, Carter Rycroft, Nolan Thiessen Kevin Martin, John Morris, Marc Kennedy, Ben Hebert           | 192-208 | David Murdoch, Ewan MacDonald, Niklas Edin, Euan Byers Anette Norberg, Kajsa Bergström, Cathrine Lindahl, Anna Svärd Mirjam Ott, Carmen Schäfer, Valeria Spalty, Janine Greiner Thomas Ulsrud, Torger Nergård, Christoffer Svae, Havard Vad Petersson Wang Bingyu, Liu Yin, Yue Qingshuang, Zhou Yan Wang Fengchun, Liu Rui, Xu Xiaoming, Zang Jialiang                                                                |
| 2011 | St. Albert, Alberta            | Cheryl Bernard, Susan O’Connor, Carolyn Darbyshire, Cori Morris Erika Brown, Nina Spatola, Ann Swisshelm, Laura Hallisey Pete Fenson, Shawn Rojeski, Joe Polo, Ryan Brunt Jennifer Jones, Kaitlyn Lawes, Jill Officer, Dawn Askin Kevin Koe, Blake MacDonald, Carter Rycroft, Nolan Thiessen Kevin Martin, John Morris, Marc Kennedy, Ben Hebert                              | 298-102 | Niklas Edin, Sebastian Kraupp, Fredrik Lindberg, Viktor Kjäll David Murdoch, Ralph Stöckli, Andreas Lang, Simon Strübin Mirjam Ott, Carmen Schäfer, Carmen Küng, Janine Greiner Andrea Schöpp, Monika Wagner, Corinna Scholz, Stella Heiß Thomas Ulsrud, Torger Nergård, Christoffer Svae, Håvard Vad Petersson Wang Bingyu, Liu Yin, Yue Qingshuang, Zhou Yan                                                         |
| 2012 | Langley, Kolumbia Brytyjska    | Stefanie Lawton, Sherry Anderson, Sherri Singler, Marliese Kasner Amber Holland, Kim Schneider, Tammy Schneider, Heather Kalenchuk Patti Lank, Nina Spatola, Caitlin Maroldo, Mackenzie Lank Glenn Howard, Wayne Middaugh, Brent Laing, Craig Savill Jeff Stoughton, Jon Mead, Reid Carruthers, Ben Hebert Pete Fenson, Shawn Rojeski, Joe Polo, Ryan Brunt                   | 165-235 | Anette Norberg, Cecilia Östlund, Sara Carlsson, Liselotta Lennartsson Wang Bingyu, Liu Jinli, Yue Qingshuang, Zhou Yan Eve Muirhead, Anna Sloan, Vicki Adams, Claire Hamilton Niklas Edin, Sebastian Kraupp, Fredrik Lindberg, Viktor Kjäll Tom Brewster, Greg Drummond, Scott Andrews, Michael Goodfellow Thomas Ulsrud, Torger Nergård, Christoffer Svae, Håvard Vad Petersson                                       |
| 2013 | Pentiction, Kolumbia Brytyjska | Heather Nedohin, Beth Iskiw, Jessica Mair, Laine Peters Jennifer Jones, Kaitlyn Lawes, Jill Officer, Dawn Askin Allison Pottinger, Nicole Joraanstad, Natalie Nicholson, Tabitha Peterson Glenn Howard, Wayne Middaugh, Brent Laing, Craig Savill Kevin Martin, John Morris, Marc Kennedy, Ben Hebert Heath McCormick, Matt Hames, Bill Stopera, Dean Gemmell                 | 37-23   | Maria Prytz, Christina Bertrup, Maria Wennerström, Margaretha Sigfridsson Mirjam Ott, Carmen Schäfer, Carmen Küng, Janine Greiner Eve Muirhead, Anna Sloan, Vicki Adams, Claire Hamilton Niklas Edin, Sebastian Kraupp, Fredrik Lindberg, Viktor Kjäll Tom Brewster, Greg Drummond, Scott Andrews, Michael Goodfellow Thomas Ulsrud, Torger Nergård, Christoffer Svae, Håvard Vad Petersson                            |
| 2014 | Las Vegas, Stany Zjednoczone   | Erika Brown, Debbie McCormick, Jessica Schultz, Ann Swisshelm Rachel Homan, Emma Miskew, Alison Kreviazuk, Lisa Weagle Jennifer Jones, Kaitlyn Lawes, Jill Officer, Dawn McEwen Brad Jacobs, Ryan Fry, E.J. Harnden, Ryan Harnden John Shuster, Jeff Isaacson, Jared Zezel, John Landsteiner Jeff Stoughton, Jon Mead, Reid Carruthers, Mark Nichols                          | 36-24   | Satsuki Fujisawa, Miyo Ichikawa, Emi Shimizu, Chiaki Matsumara, Karuizawa Eve Muirhead, Anna Sloan, Vicki Adams, Claire Hamilton Maria Prytz, Christina Bertrup, Maria Wennerström, Margaretha Sigfridsson Niklas Edin, Sebastian Kraupp, Fredrik Lindberg, Viktor Kjäll David Murdoch, Tom Brewster, Scott Andrews, Michael Goodfelloww Thomas Ulsrud, Torger Nergård, Christoffer Svae, Håvard Vad Petersson         |
| 2015 | Calgary, Alberta               | Rachel Homan, Emma Miskew, Joanne Courtney, Lisa Weagle Jennifer Jones, Kaitlyn Lawes, Jill Officer, Dawn McEwen Valerie Sweeting, Lori Olson-Johns, Dana Ferguson, Rachelle Brown Brad Jacobs, Ryan Fry, E.J. Harnden, Ryan Harnden John Morris, Pat Simmons, Carter Rycroft, Nolan Thiessen Mike McEwen, B.J. Neufeld, Matt Wozniak, Denni Neufeld, Winnipeg                | 42-18   | Eve Muirhead, Anna Sloan, Vicki Adams, Claire Hamilton Anna Sidorowa, Margarita Fomina, Aleksandra Saitowa, Jekatierina Gałkina Maria Prytz, Christina Bertrup, Maria Wennerström, Margaretha Sigfridsson Niklas Edin, Oskar Eriksson, Kristian Lindström, Christoffer Sundgren David Murdoch, Greg Drummond, Scott Andrews, Michael Goodfelloww Thomas Ulsrud, Torger Nergård, Christoffer Svae, Håvard Vad Petersson |
| 2016 | Las Vegas, Stany Zjednoczone   | Jennifer Jones, Kaitlyn Lawes, Jill Officer, Dawn McEwen Rachel Homan, Emma Miskew, Joanne Courtney, Lisa Weagle Erika Brown, Allison Pottinger, Nicole Joraanstad, Natalie Nicholson Kevin Koe, Marc Kennedy, Brent Laing, Ben Hebert Pat Simmons, John Morris, Carter Rycroft, Nolan Thiessen John Shuster, Tyler George, Matthew Hamilton, John Landsteiner                | 30½–29½ | Alina Pätz, Nadine Lehmann, Marisa Winkelhausen, Nicole Schwägli Eve Muirhead, Anna Sloan, Vicki Adams, Sarah Reid Niklas Edin, Oskar Eriksson, Kristian Lindström, Christoffer Sundgren Ayumi Ogasawara, Sayaka Yoshimura, Kaho Onodera, Anna Ōmiya Thomas Ulsrud, Torger Nergård, Christoffer Svae, Håvard Vad Petersson Zang Jialiang, Xu Xiaoming, Ba Dexin, Wang Jinbo                                            |
| 2017 | Las Vegas, Stany Zjednoczone   | Kevin Koe, Marc Kennedy, Brent Laing, Ben Hebert Heath McCormick, Chris Plys, Korey Dropkin, Tom Howell Reid Carruthers, Braeden Moskowy, Derek Samagalski, Colin Hodgson Chelsea Carey, Amy Nixon, Jocelyn Peterman, Laine Peters Jamie Sinclair, Alex Carlson, Vicky Persinger, Monica Walker Jennifer Jones, Kaitlyn Lawes, Jill Officer, Dawn McEwen                      | 37-23   | Rasmus Stjerne, Johnny Frederiksen, Oliver Dupont, Troels Harry Niklas Edin, Oskar Eriksson, Rasmus Wranå, Christoffer Sundgren Thomas Ulsrud, Torger Nergård, Christoffer Svae, Håvard Vad Petersson Anna Hasselborg, Sara McManus, Agnes Knochenhauer, Sofia Mabergs Satsuki Fujisawa, Mari Motohashi, Chinami Yoshida, Yurika Yoshida Binia Feltscher, Irene Schori, Franziska Kaufmann, Christine Urech            |
| 2018 | London, Kanada                 | Kevin Koe, Marc Kennedy, Brent Laing, Ben Hebert John Shuster, Tyler George, Matthew Hamilton, John Landsteiner Brad Gushue, Mark Nichols, Brett Gallant, Geoff Walker Rachel Homan, Emma Miskew, Joanne Courtney, Lisa Weagle Nina Roth, Tabitha Peterson, Aileen Geving, Becca Hamilton Michelle Englot, Kate Cameron, Leslie Wilson-Westcott, Raunora Westcott             | 30½–30  | Peter de Cruz, Benoît Schwarz, Claudio Pätz, Valentin Tanner Niklas Edin, Oskar Eriksson, Rasmus Wranå, Christoffer Sundgren Thomas Ulsrud, Torger Nergård, Christoffer Svae, Håvard Vad Petersson Anna Hasselborg, Sara McManus, Agnes Knochenhauer, Sofia Mabergs Satsuki Fujisawa, Mari Motohashi, Chinami Yoshida, Yurika Yoshida Silvana Tirinzoni, Manuela Siegrist, Esther Neuenschwander, Marlene Albrecht     |
| 2019 | Las Vegas, Stany Zjednoczone   | Brad Gushue, Mark Nichols, Brett Gallant, Geoff Walker Rachel Homan, Emma Miskew, Joanne Courtney, Lisa Weagle Jennifer Jones, Kaitlyn Lawes, Jocelyn Peterman, Dawn McEwen Kevin Koe, Brendan Neufeld, Colton Flasch, Ben Hebert John Shuster, Christopher Plys, Matthew Hamilton, John Landsteiner Jamie Sinclair, Sarah Anderson, Taylor Anderson, Monica Walker           | 26-34   | Peter de Cruz, Benoît Schwarz, Sven Michel, Valentin Tanner Niklas Edin, Oskar Eriksson, Rasmus Wranå, Christoffer Sundgren Anna Hasselborg, Sara McManus, Agnes Knochenhauer, Sofia Mabergs Bruce Mouat, Grant Hardie, Bobby Lammie, Hammy McMillan Jr. Eve Muirhead, Jennifer Dodds, Vicki Chalmers, Lauren Gray Silvana Tirinzoni, Alina Pätz, Esther Neuenschwander, Marlene Albrecht                              |